# Samarkand
För andra betydelser, se Samarkand (olika betydelser).

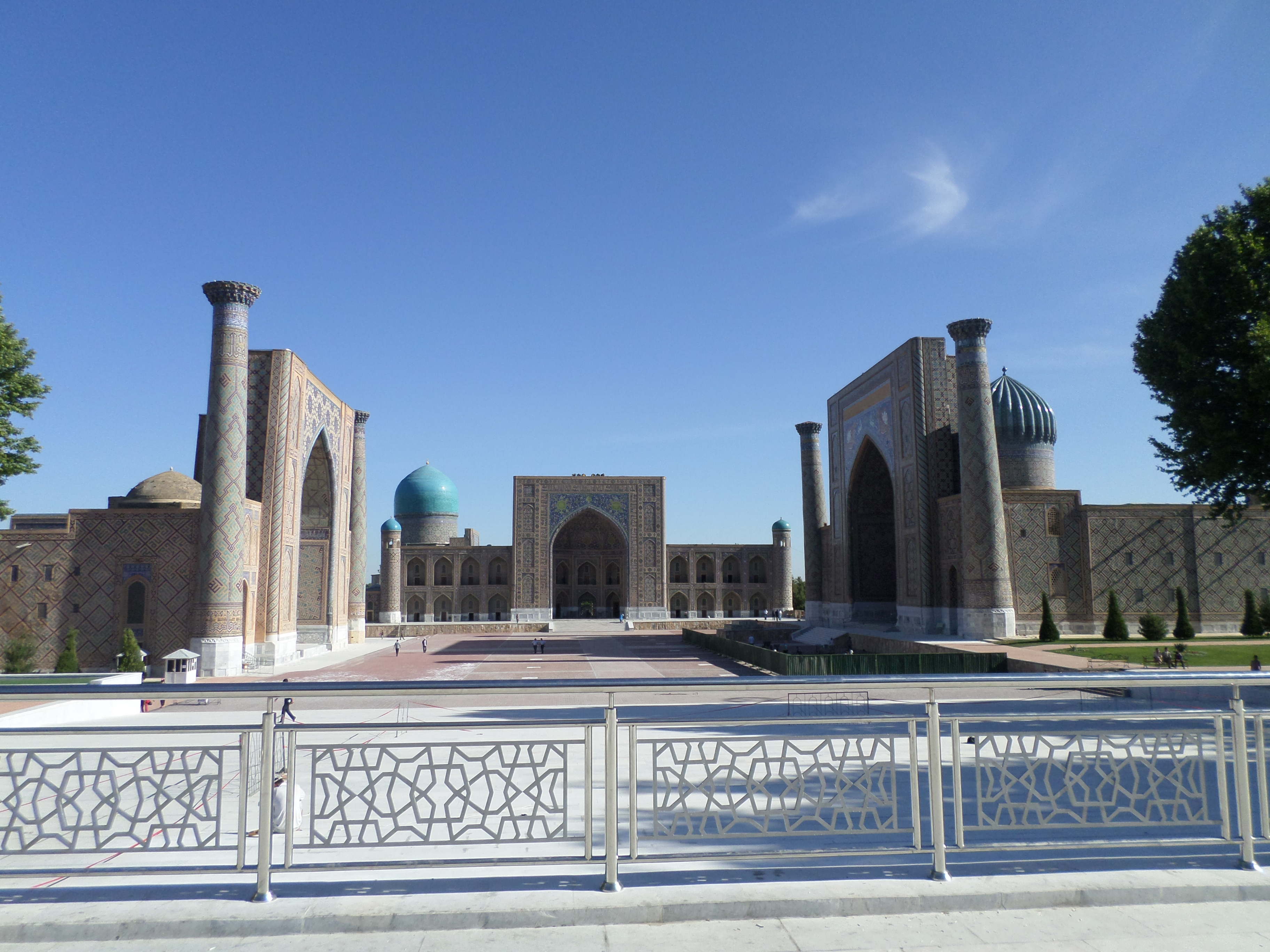
Vy över torget Registan.

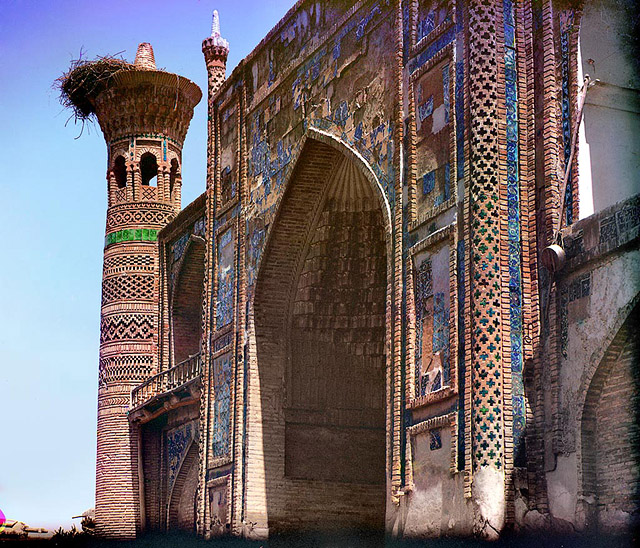
Ulugh Beg Madrassa i Samarkand. Fotot är taget av Sergej Prokudin-Gorskij tidigt under sommaren 1911.

Samarkand eller Samarqand (kyrillisk uzbekiska: Самарқанд; persiska: سمرقند, Samarqand; ryska: Самарка́нд; tadzjikiska: Самарқанд) är den tredje största staden i Uzbekistan. Den är huvudstad i provinsen Samarkand, och ligger vid Zeravsjan, en biflod till Amu-Darja.
2001 blev Samarkand upptaget på Unescos världsarvslista.

## Historia
Samarkand är en stad med en lång historia. Den grundades av den persiske storkungen Kyros II på 500-talet före Kristus. Under antiken var den för grekerna känd under namnet Marakanda, och var en viktig länk för handeln mellan Persien och Centralasien. Staden intogs och förstördes av Alexander den store 329 f.Kr. 
På 700-talet intogs staden av araberna, och därefter perser. Det var länge en viktig handelsplats vid sidenvägen och var huvudstad i Persien i början av 1200-talet men förstördes 1221 av mongolerna under Djingis khan. Senare blev Samarkand huvudstad i Timur Lenks rike. Under en tid var staden en viktig del av ett uzbekiskt rike som kallas Bucharaemiratet.
Den blev rysk år 1868 och 1924 huvudstad i den uzbekiska sovjetrepubliken. Den ersattes dock 1930 av Tasjkent som numera är huvudstad i Uzbekistan. Samarkand är en av de främsta kulturstäderna i Centralasien som en gammal persisk huvudstad. Ännu idag talar majoriteten av invånarna i staden tadzjikiska - ett språk som är en variant av persiska. Den tadzjikiska dialekt som talas i Samarkand och Bukhara med kringliggande byar avviker från standarddialekten som talas i Tadzjikistan.
Samarkand är känd för sin arkitektur. Från Timur Lenks ättlingars tid finns flera monumentala religiösa byggnader, smyckade med bladguld; bland annat tre madrassa runt torget Registan. 
Det är huvudsakligen ett jordbruksområde med konstbevattningar, men även tung industri är tämligen viktig näring. De producerar huvudsakligen bomull, siden och livsmedel. Turistnäringen har fått ökad betydelse under senare år.

## Befolkning
Samarkand är landets tredje största stad. Den hade omkring 319 400 invånare år 2005, med förorter omkring 412 300 invånare samma år. 2008 noterades 334 400 invånare, sex år senare 509 000. 2023 hade den 578 000 invånare, vilket gjorde den till trea i landet – efter Tasjkent och Namangan.

## Samarkand i litteraturen
I inledningen till sagosamlingen Tusen och en natt nämns att den yngre av de båda kungasönerna härskade över Samarkand.
James Elroy Flecker skrev ett drama på vers, The Golden Journey to Samarkand (1913), i svensk översättning av prins Wilhelm, Hassan. Berättelsen om Hassan från Bagdad och hur han kom att företaga den gyllene resan till Samarkand (1923). Jascha Golowanjuks självbiografiska debutroman anspelar på detta, men med omvänd riktning, Min gyllene väg från Samarkand (1937).
I flera sånger nämns Samarkand som ett fjärran resmål, som en sinnebild för något att drömma om, till exempel Om du nånsin kommer fram till Samarkand.
Elif Batuman beskriver i boken Besatta: äventyr med ryska böcker och människorna som läser dem (från 2010) hur hon tillbringar en sommar i Samarkand för att studera uzbekiska.
Stieg Trenter skrev 1956 deckaren "Dockan till Samarkand" som utspelar sig på Stockholms Postterminal.